# Жоньовиев Гра
Жоньовиев Габриел Гра (на френски: Geneviève Gabrielle Grad) e френска киноактриса. 

## Биография
Дебютира в киното с ролята на Изабел във филма „Капитан Фракас“ през 1961 г. Известна е също и с ролите си на Никол, дъщерята на инспектор Крюшо, от първите три филма „Полицаят от Сен Тропе“, „Полицаят в Ню Йорк“ и „Полицаят се жени“, посветени на легендарните полицаи от Сен Тропе. След като участва в 34 филма, след 1983 г. Гра спира да се снима в киното. Живее във френския град Вандом.

## Избрана филмография
| Година | Филм                  | Оригинално заглавие         | Роля        | Режисьор |
| ------ | --------------------- | --------------------------- | ----------- | -------- |
| 1964   | Полицаят от Сен Тропе | Le Gendarme De Saint-Tropez | Никол Крюшо | Жан Жиро |
| 1965   | Полицаят в Ню Йорк    | Le Gendarme à New York      | Никол Крюшо | Жан Жиро |
| 1968   | Полицаят се жени      | Le Gendarme se marie        | Никол Крюшо | Жан Жиро |